# Drakmynta
Drakmynta (Physostegia virginiana) är en kransblommig växtart som först beskrevs av Carl von Linné, och fick sitt nu gällande namn av George Bentham. Enligt Catalogue of Life ingår Drakmynta i släktet drakmyntor och familjen kransblommiga, men enligt Dyntaxa är tillhörigheten istället släktet drakmyntor och familjen kransblommiga. Arten förekommer tillfälligt i Sverige, men reproducerar sig inte.

## Underarter
Arten delas in i följande underarter:
- P. v. praemorsa
- P. v. virginiana

## Bildgalleri

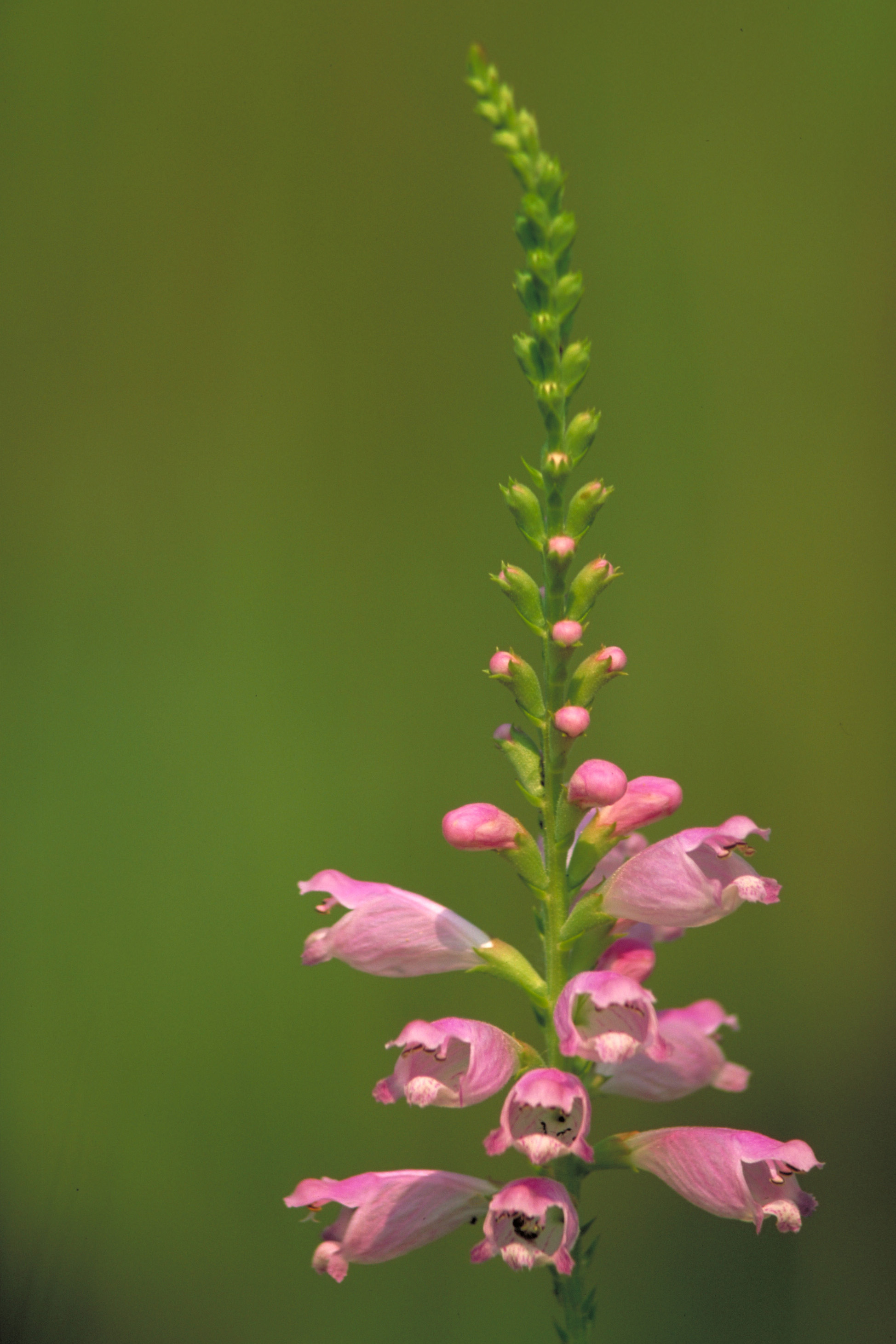
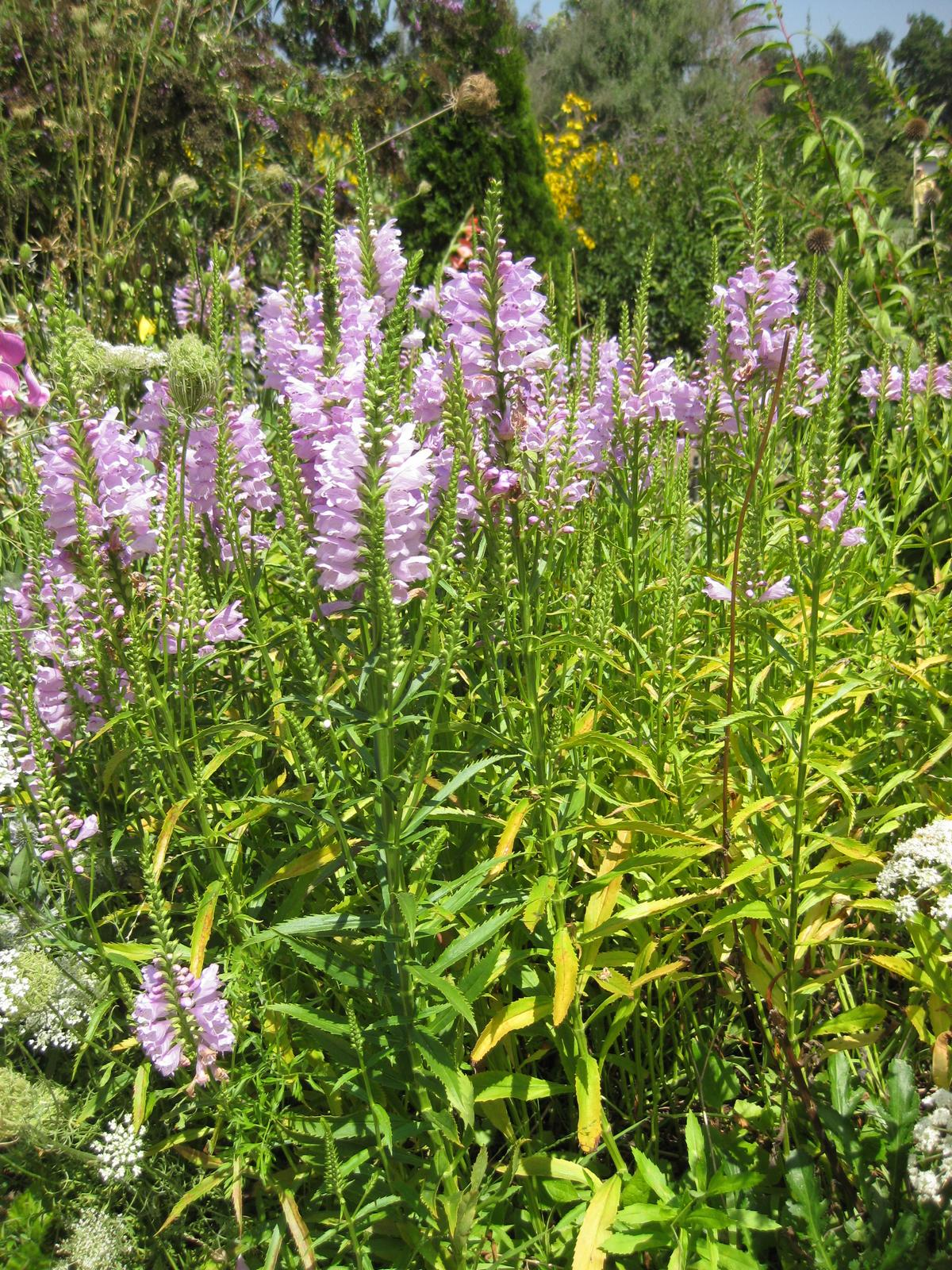
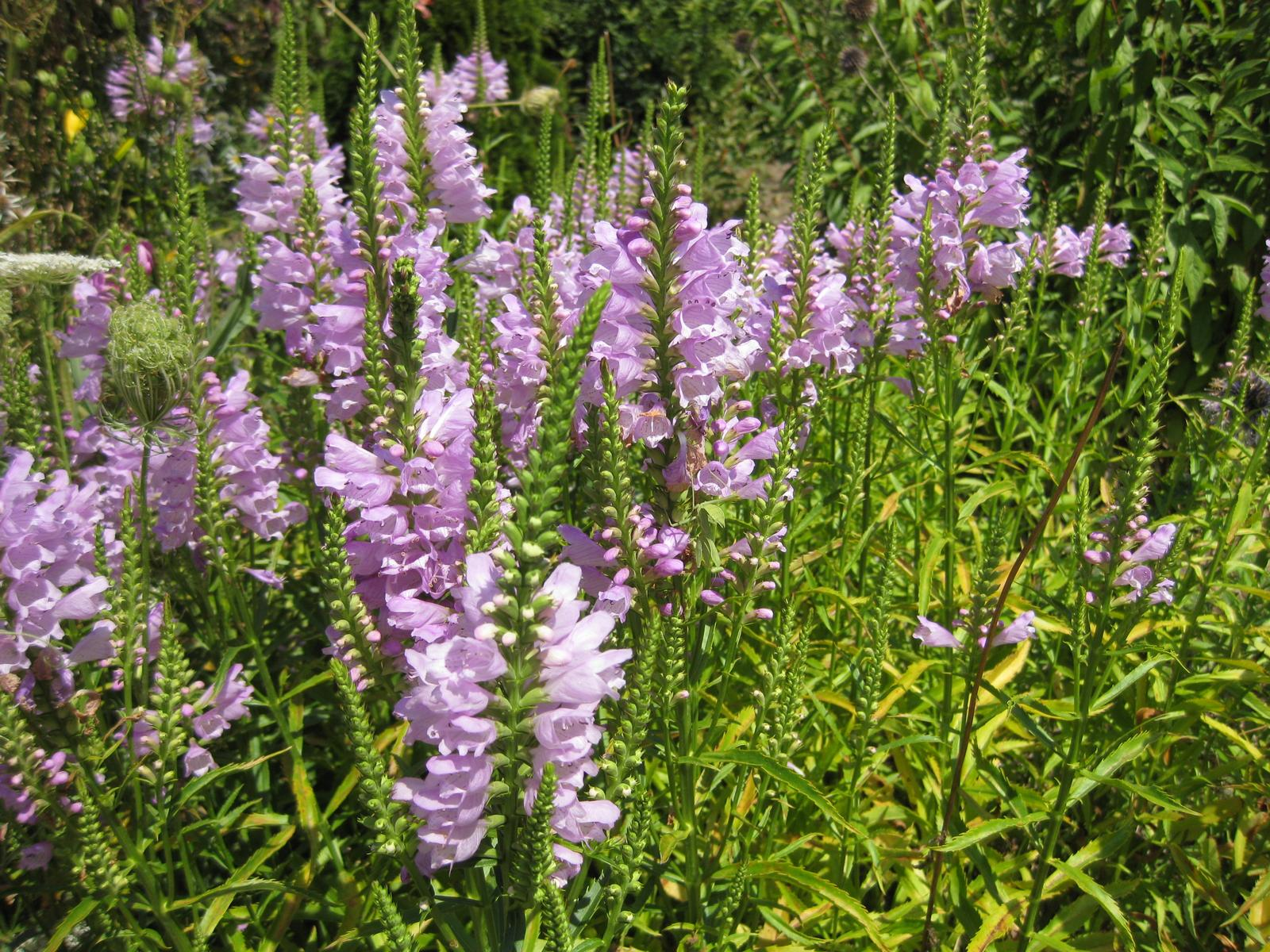
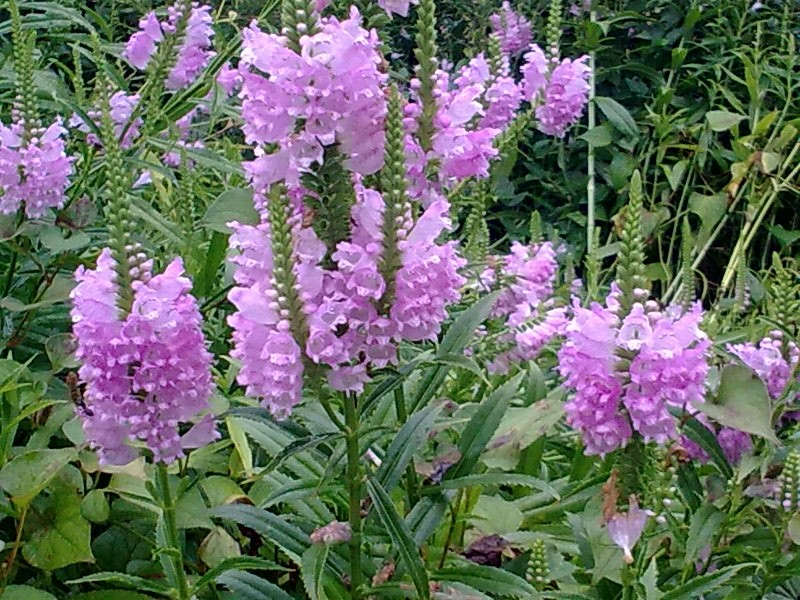
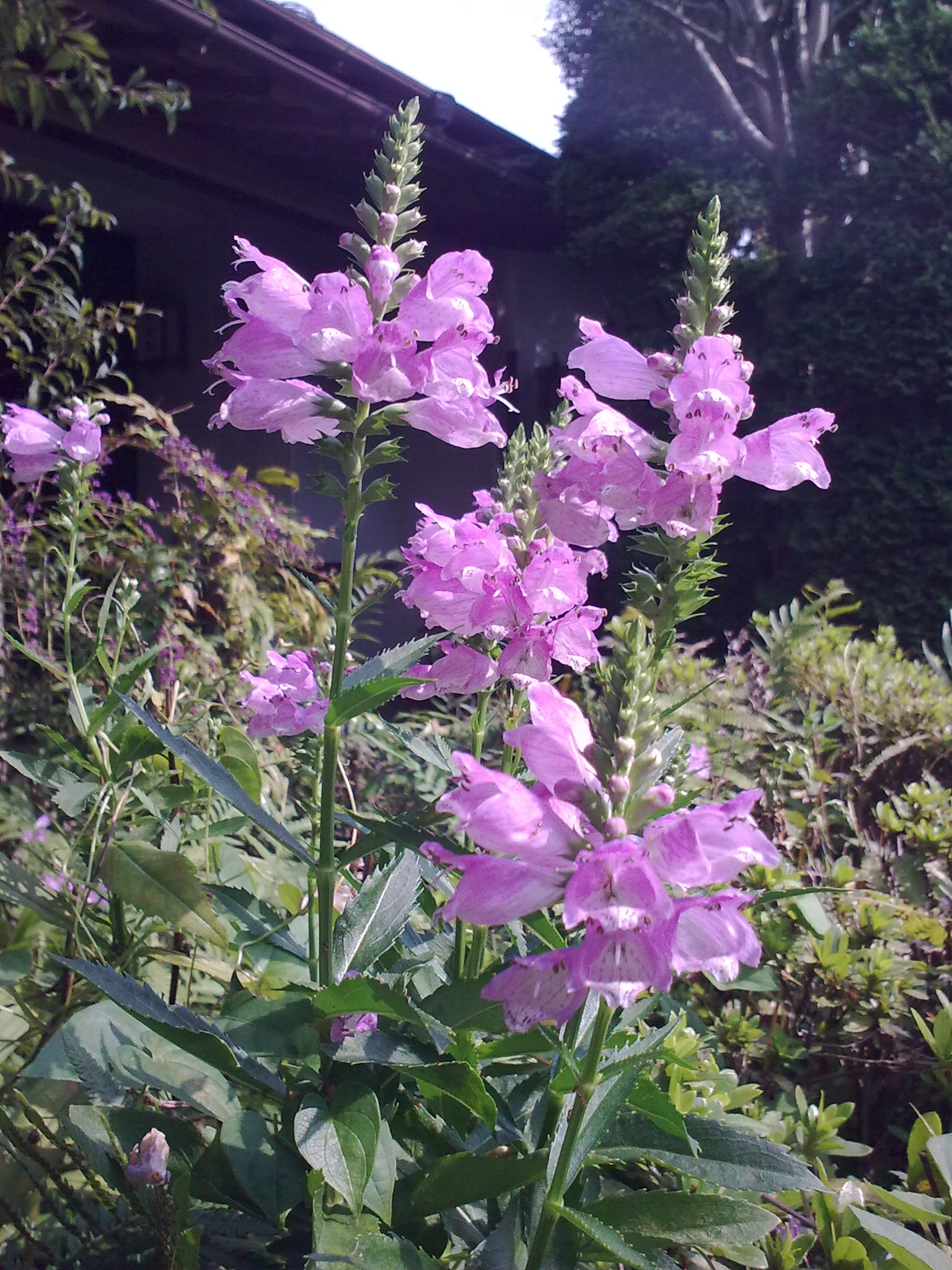
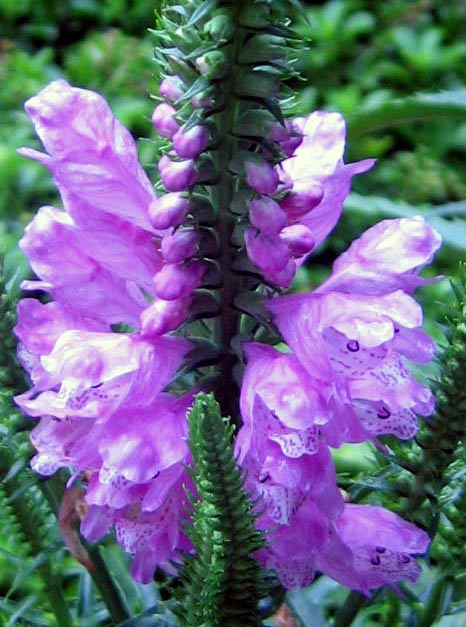